# Edouard Szostak
Edouard Szostak (Montegnée, 23 januari 1939 – Flémalle, 15 juni 2021) was een Belgische atleet, die gespecialiseerd was in het kogelstoten en het discuswerpen. Hij veroverde op twee nummers elf Belgische titels.

## Biografie
Szostak behaalde tussen 1959 en 1963 vijf opeenvolgende Belgische titels in zowel het kogelstoten als het discuswerpen. In 1965 voegde hij er nog een zesde titel in discuswerpen aan toe.
Szostak verbeterde in 1959 met 15,76 m het Belgisch record kogelstoten van Edouard Vandezande. In een aantal etappes bracht hij het in 1963 naar 16,74. In 1961 verbeterde hij met 50,15 het Belgisch record discuswerpen van Willy Wuyts. In 1966 zou hij het op 51,34 brengen.

### Clubs
Szostak was aangesloten bij FC Luik.

## Belgische kampioenschappen
| Onderdeel    | Jaar                               |
| ------------ | ---------------------------------- |
| kogelstoten  | 1959, 1960, 1961, 1962, 1963       |
| discuswerpen | 1959, 1960, 1961, 1962, 1963, 1965 |

## Persoonlijke records
| Onderdeel    | Prestatie | Datum             | Plaats   |
| ------------ | --------- | ----------------- | -------- |
| kogelstoten  | 16,74 m   | 28 september 1963 | Duisburg |
| discuswerpen | 51,34 m   | 24 april 1966     | Nancy    |

## Palmares

### kogelstoten
- 1959:  BK AC – 15,37 m
- 1960:  BK AC – 15,38 m
- 1961:  BK AC – 14,87 m
- 1962:  BK AC – 15,28 m
- 1963:  BK AC – 16,36 m

### discuswerpen
- 1959:  BK AC – 45,72 m
- 1960:  BK AC – 45,97 m
- 1961:  BK AC – 45,56 m
- 1962:  BK AC – 44,95 m
- 1963:  BK AC – 46,99 m
- 1965:  BK AC – 47,80 m

## Onderscheidingen
- 1959: Gouden Spike